# Jenjouristia philippovi
Jenjouristia philippovi là một loài bọ cánh cứng trong họ Cleridae. Loài này được Fursov miêu tả khoa học năm 1936.